# ОШ „Јован Дучић” Петроварадин
ОШ „Јован Дучић” у Петроварадину је државна школа основног образовања која баштини традицију школе основане 1876. године.

## Историјат
По изградњи нове школске зграде, настава је почела да се одвија на „народном” језику. Школа је имала обавезних шест, а повремено седам или осам разреда. Ученици су били деца надничара, слуга, рибара, виноградара и ситних занатлија из Мајура, али и деца високих царских официра и државних службеника из Подграђа
Од 1919. године за школу почиње период интензивног просветног, културног и јавног деловања- оснивање аналфабетских течајева, обука за шегрте, укључивање девојака у женске девојачке школе, сузбијање епидемија заразних болести, активно учешће у раду Соколског друштва, сарадња са издавачима дечијих часописа Невен и Смиље. Настава се одвијала у две смене, преподневна од 8 до 12 и поподневна од 15 до 17 сати.
У овој згради је школске 1945/1946. године радила Непотпуна мешовита нижа гимназија, која се од 1. децембра 1952. године зове ОШ „Владимир Назор”. Током наредних година у саставу ове школе су били забавиште, комбиновано одељење у Рибњаку, нижа музичка школа и два одељења за одрасле у Буковцу. Одлуком Скупштине града Новог Сада, 1956. године, подигнута је, поред постојеће, нова школска зграда на три нивоа, са дванаест учионица и амфитеатром. Школске 1961/62. године у Малиновој 2а, подигнута је помоћна школска зграда са четири учионице. Године 1971. је отворена нова фискултурна сала, са посебним справама за извођење наставе физичког васпитања.
Од 1. септембра 1993. године школа носи назив Основна школа „Јован Дучић”.